# Kidumu Mantantu
Kidumu Mantantu (Thysville, Congo Belga, 17 de noviembre de 1946) es un futbolista de la República Democrática del Congo que jugó en la posición de centrocampista.

## Carrera

### Club
| Periodo   | Club                        |
| --------- | --------------------------- |
| 1966-1972 | Diables Rouges de Thysville |
| 1973-1978 | CS Imana                    |

### Selección nacional
Jugó para Congo-Kinshasa en 22 ocasiones de 1968 a 1976, ganó la Copa Africana de Naciones en dos ocasiones y participó en la Copa Mundial de Fútbol de 1974 con Zaire donde jugó en los tres partidos de la fase de grupos.

## Logros

### Club
- Linafoot (2): 1974, 1978
- Copa de la República Democrática del Congo (2): 1974, 1978
- Liga de Fútbol de Kinshasa (2): 1973, 1977

### Selección nacional
- Copa Africana de Naciones (2): 1968, 1974